# Anticipation of the Night
Anticipation of the Night és una pel·lícula experimental americana del director Stan Brakhage estrenada el 1958.

## Rebuda
"Les pel·lícules líriques de Brakhage celebren la llum en tota la seva diversitat, no com un sòlid, sinó com una força líquida".
- Fred Camper
"L'ombra mòbil d'un home a la llum del dia és una reminiscència de les llums de la nit. Una bola de color rosa, a la mà, reflecteix una llum al sol i la lluna. L'enquadrament d'una porta obrient-se sobre els arbres prefigura el crepuscle de la nit. "
- Stan Brakhage, 1961